# Kup Hrvatske u kuglanju za muškarce 2017./18.
Hrvatski kup u kuglanju za muškarce u sezoni 2017./18. je osvojio "Zaprešić". 
 Kup je igran na proljeće 2018. godine a prethodili su mu kupovi po županijskim i regionalnim savezima. 

## Rezultati

### Osmina završnice
| datum             | mjesto odigravanja | par                                      | rez.           | napomena                                  |
| ----------------- | ------------------ | ---------------------------------------- | -------------- | ----------------------------------------- |
| 22. travnja 2018. | Bjelovar           | Sirela Bjelovar - Zaprešić               | 2:6            |                                           |
| 21. travnja 2018. | Požega             | Nove nade Požega - Medveščak 1958 Zagreb | 2:6            |                                           |
| 21. travnja 2018. | Zagreb             | Rijeka - Novska                          | 3:5            |                                           |
| 21. travnja 2018. | Vrbovsko           | Zadar - Istra Poreč                      | 4:4 (SV 36:32) | Zadar prošao pobjednom u "Sudden victory" |
| 22. travnja 2018. | Ozalj              | Kandit Osijek - Mertojak Split           | 3:5            |                                           |
| 21. travnja 2018. | Šibenik            | Poštar Split - Velebit Otočac            | 6:2            |                                           |
| 21. travnja 2018. | Split              | Vrlika Split - Osijek                    | 2:6            |                                           |
| 21. travnja 2018. | Varaždin           | Grmoščica Zagreb - Bjelovar              | 5:3            |                                           |

### Četvrtzavršnica
| datum           | mjesto odigravanja | par                                  | rez. | napomena |
| --------------- | ------------------ | ------------------------------------ | ---- | -------- |
| 2. lipnja 2018. | Zagreb             | Medveščak 1958 Zagreb - Poštar Split | 5:3  |          |
| 2. lipnja 2018. | Zadar              | Zadar - Mertojak Split               | 6:2  |          |
| 3. lipnja 2018. | Sisak              | Novska - Zaprešić                    | 2:6  |          |
| 2. lipnja 2018. | Novska             | Osijek - Grmoščica Zagreb            | 5:3  |          |

### Završni turnir
Igrano 9. i 10. lipnja 2018. u Zaboku u dvorani "ZIVT". 
| klub1                 | rez.          | klub2         | napomene      |
| poluzavršnica         | poluzavršnica | poluzavršnica | poluzavršnica |
| --------------------- | ------------- | ------------- | ------------- |
| Zadar                 | 3:5           | Osijek        |               |
| Medveščak 1958 Zagreb | 2:6           | Zaprešić      |               |
|                       |               |               |               |
| završnica             |               |               |               |
| Osijek                | 1:7           | Zaprešić      |               |

## Vanjske poveznice
- kuglanje.hr, Hrvatski kuglački savez
- kuglacki-savez-os.hr, Kuglački savez Osječko-baranjske županije